# 安全

工廠中常用緑十字旗來強調安全。

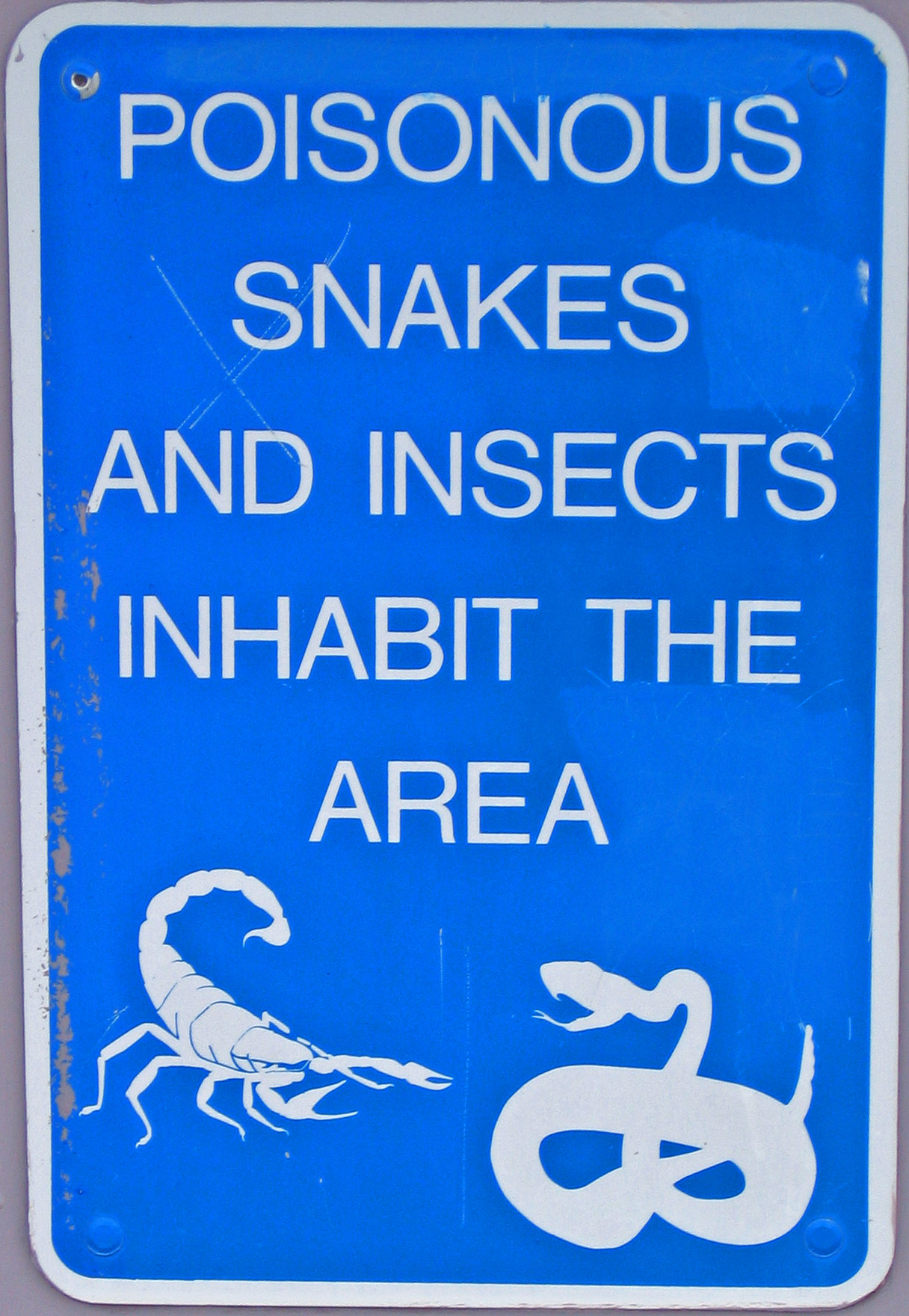
警告標誌可以提高安全意識，圖為注意毒蛇和毒蟲的標誌

安全（英語：Safety）是一種狀態，最簡單的定義是沒有危險，較詳細的定義是指受到保護，不受到各種類型的故障、損壞、錯誤、意外、伤害或是其他不情願事件的影響，這些類型包括身體、社會、靈性、財務、政治、情感、職業、心理及教育等方面。安全也可以定義為可以控制特定已被識別的危害，使風險在一定可接受的水準以下，因此也可以減少一些造成健康或經濟損失的可能性。安全可以包括對人或對所有物的保護。

## 限制
在一些保證或保險中，安全性可以限定一個物品或組織的機能品質，而且此機能是無害的。其目的是確保物品或組織只會進行原本定義要做的機能。
在一些情形下，安全是一個相對性的概念。有時消除所有風險是不可能的，或者因為其困難度及其成本而不可行。這種情形下，安全是指人員或物品的風險及損害很低，在可接受範圍內，而且是可以管理的。

## 安全的種類
有些產品符合對應安全標準，這些產品是安全的，但也有些產品只是讓人感覺它是安全的，如何區分這二類產品就很重要了。為了區分不同的安全種類，公路安全社群使用以下的這些名詞：

### 规范安全
规范安全（Normative safety）是指設計或產品符合適用的標準及保護措施。

### 實質安全
實質安全（Substantive）是指一產品在安全議題上的歷史是良好的，但本身不一定有符合相關的標準。

### 感知安全
感知安全（Perceived safety）是指客戶認知的安全程度。例如紅綠燈一般在感知上認為是安全的，但在一些情形下，可能反而會增加路口的交通事故。圓環的安全記錄相當良好，卻會使駕駛者緊張。
低感知安全的設計可能會帶來額外的成本。例如在美國911攻擊後，很多人選擇開車而不坐飛機，但是在實際數據上，即使考慮飛機可能有的恐怖主義攻擊，坐飛機仍然比開車要安全。感知風險也讓人避免在上下班過程中走路或是騎腳踏車，然而這些對健康的幫助大於受傷的風險。

### 安全性
安全性（security）也稱做社會安全或公共安全，是因為袭击，盗窃或破坏等刻意犯罪行為帶來的風險。
因為有道德上的考量，保安對人們的重要性會高過實質安全，例如一個人因謀殺身亡對都市的影響比一個人車禍身亡要嚴重，但是實際上車禍身亡的人數會比謀殺身亡的人數要多。

## 風險與應變
當考慮安全議題時，往往也代表有顯著的風險會造成人員的傷亡或是物品的破壞。為了處理這些感知到的風險，會提出許多的干預措施，可能是工程上的應變或是监管的措施。
針對感知安全議題，常見的個別應變方式是保險，若是損壞的情形下可以得到金錢補償。

## 系統安全及可靠度工程
系統安全及可靠度工程都是工程专业。在技術、环境监管及公共安全議題的不斷改變下，對於複雜安全關鍵系統的分析也就越來越嚴格。
在電機工程師中有一個常見的谬误，認為安全議題可以很容易地推知及處理。事實上，在超過一百年的時間內，安全議題一個接一個出現．成千上万从业者從事相關工作，不太可能由單一工程師在數十年內完全推知。對於特定應用領域的文獻、標準及使用習慣的了解是安全工程的關鍵，需要配合理論及實務經驗的累積，而追蹤紀錄中會指出某些領域的理論是有關的（在美國，若電機工程師擁有專業工程師的州立執照，需要可以勝任上述的工作，不過雖然有此規定，但大部份的電機工程師不需要這張執照）。
安全性常被視為是許多相關屬性中的一個：品質、可靠度、可用性、可維護性及安全性（有時不會提到可用性，因為可用性是可靠度及可維護性的組合）。這些議題決定了任何工作的價值，其中任何一項的不足都會造成成本的增加，且增加幅度遠超過初期即強調這些屬性的成本，因此好的管理會希望可以使總成本降至最小。

## 安全措施
安全措施是為了提高安全性，減少對人類健康的風險，而進行的活動或是措施。以下是一些常見的安全措施：
- 化學分析
- 様品的破壞性測試（英语：Destructive testing）
- 員工或運動員的藥物測試
- 為了減少身體壓力，增加生產力而進行的专家审核活动
- 地理調查來確認土地或是水是否有被污染，潛在的建築工地的土質是否穩固等
- 条例可以讓供應商知道其產品需符合哪些標準，以及其品質需到什麼程度
- 说明书或是说明影片，說明如何使用一商品或是服務
- 根本原因分析識別系統失效的原因，及如何修正缺陷
- 網路安全是保護用戶免於網路威脅或是電腦犯罪等
- 員工、部門的定期評估
- 身體檢查確認一個人的身體情形是否會產生其他問題
- 安全預度或安全係數，例如一個產品設計時不會用到受力超過二百磅的場合，因此設計產品在受力超過四百磅時才會損壞，則其安全係數為2，高安全係數的產品用在一些高要求的應用中，例如醫療安全或是運輸安全
- 各種的自我强加监管
- 實行標準的協議及程序，因此各項活動可以以一種已知的方式彼此連接
- 企業組織或是個別企業的道德报表，雇員可以知道公司希望他們做什麼
- 壓力測試是將產品放在一個超過原先規劃的壓力環境下，確認產品的極限
- 對於員工、供應商及產品使用者的訓練
- 針對危險情形的目視檢查，例如緊急出口被佔用為物品存放區，因此緊急出口無法通行
- 針對缺陷的目视检查，像是裂痕、脫皮或是連接不夠緊
- X光分析可以檢測一些密封的部位，像焊接點內部，水泥牆或是飛機的外殼

## 標準組織
有許多的標準組織提出安全相關標準，這些組織可能是自願性的委員會或是政府機構。這些機構先定義標準及發布安全规范。也會有认證机构或是授權的獨立第三方單位來檢查及確認產品是否符合安全相關標準。例如美國機械工程師學會（ASME）提出許多锅炉和压力容器规范（BPVC），並授權德国莱茵TUV集团提供認證服務，確認產品符合其安全標準。

### 美國

#### 美國國家標準協會
美國主要的標準組織是美國國家標準協會。一般而言是由特定的廠商自願性的組成委員會，研究安全議題，並提出標準送交美國國家標準協會。美國國家標準協會會检讨及采纳他們的建議。许多政府法规會要求出售或客戶使用的产品必须符合特定的ANSI标准。

#### 政府機構
許多政府機構針對其管轄範圍訂定安全法規，例如
- 美國食品藥品監督管理局
- 美國消費者產品安全委員會
- 美国国家环境保护局

#### 測試實驗室
在美國，大部份產品安全的測試是由美國消費者產品安全委員會管控，此外，和工作場所有關的產品也在职业安全与健康管理局（ OSHA）的管辖以下．需透過稱為「国家认可测试实验室」（Nationally Recognized Testing Laboratories, NRTL）的独立测试公司進行认证。

### 歐盟

#### 標準組織
- 欧洲联盟委员会
- 欧洲标准化委员会（英语：European Committee for Standardization）（CEN）
- 欧洲食品安全局（EFSA）
- 欧洲安全联盟（the European Safety Federation, ESF）

#### 測試實驗室
有關測試實驗室，欧洲联盟委员会提供法律框架，但各成员国可以授权测试实验室进行安全测试。

### 其他國家

#### 標準組織
- 英国标准局（英语：British Standards Institution）
- 加拿大标准协会
- 德国标准化学会
- 國際標準化組織
- 澳大利亚标准（英语：Standards Australia）
- 中华人民共和国安全生产监督管理总局和中国国家标准化委员会

#### 測試實驗室
許多國家有國立的組織認可安全測試及安全認證，一般會稱為认证机构。